# أغسطس أديسون قاولد
أغسطس أديسون قاولد (بالإنجليزية: Augustus Addison Gould)‏ هو عالم حيوانات وطبيب أمريكي، ولد في 23 أبريل 1805 في نيو إيبسويتش في الولايات المتحدة، وتوفي في 15 سبتمبر 1866 في بوسطن في الولايات المتحدة.

## وصلات خارجية
- أغسطس أديسون قاولد على موقع الموسوعة البريطانية (الإنجليزية)